# Aclytia simulatrix
Aclytia simulatrix là một loài bướm đêm thuộc phân họ Arctiinae, họ Erebidae.